# Euphractus sexcinctus
Euphractus sexcinctus là một loài động vật có vú trong họ Dasypodidae, bộ Cingulata. Loài này được Linnaeus mô tả năm 1758.
Loài này thường có chiều dài thân và đầu 40–50 cm và cân nặng 3,2 đến 6,5 kg. Vỏ sừng có màu vàng nhạt đến nâu dỏ với các vảy cùng chiều dài. Chân trước có 5 ngón chân có vuốt phát triển vừa. Chúng là loài đào để sinh sống và rình con mồi từ trong hang. Chúng thường cảnh giác cao và thường sinh sống một mình. Là loài ăn tạp, chúng ăn côn trùng, kiến, xác chết và nhiều bộ phận cây cối. Do khả năng nhìn kém, chúng dựa vào khứu giác để phát hiện con mồi và kẻ thù. Chúng sinh sản quanh năm, thời gian mang thai từ 60-64 ngày, mỗi lứa đẻ một đến ba con. Con non trưởng thành sau chín tháng. Loài này sinh sống ở thảo nguyên, rừng nguyên sinh và thứ cấp, cerrado, cây bụi, rừng rụng lá. Khá phổ biến, phạm vi của nó kéo dài từ Brazil và Nam Suriname ở phía đông bắc qua Bolivia, Paraguay và Uruguay vào miền bắc Argentina ở phía đông nam. IUCN phân loại nó như là loài ít quan tâm, và không có mối đe dọa lớn đối với sự tồn tại của chúng.

## Hình ảnh

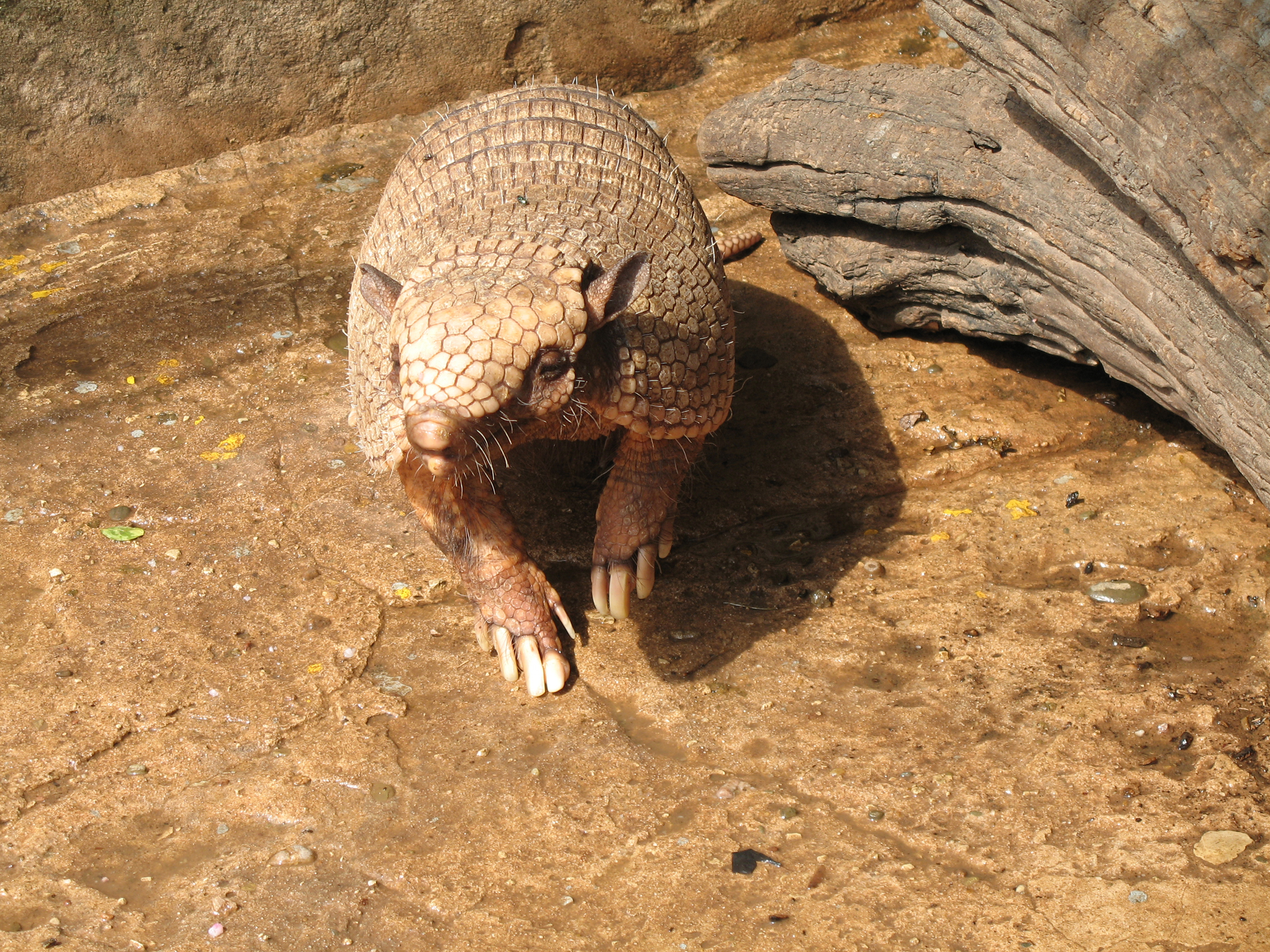
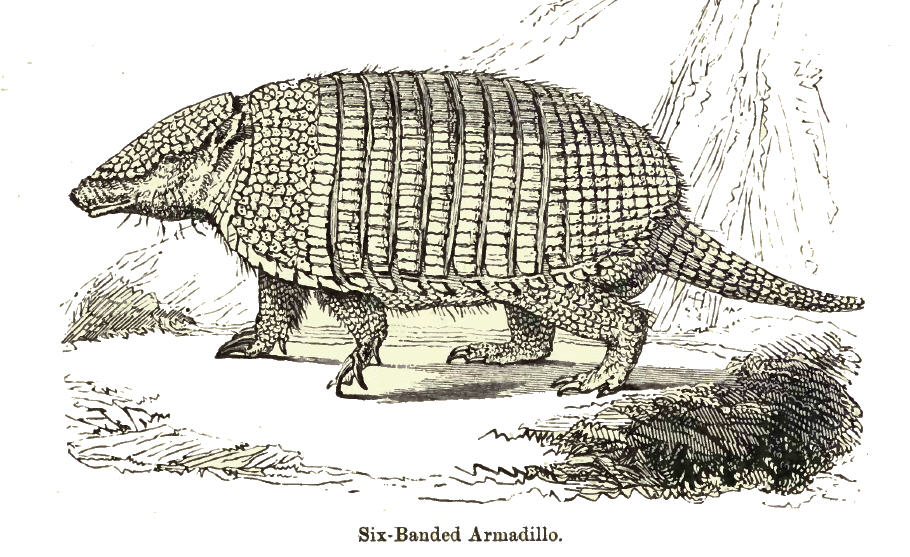
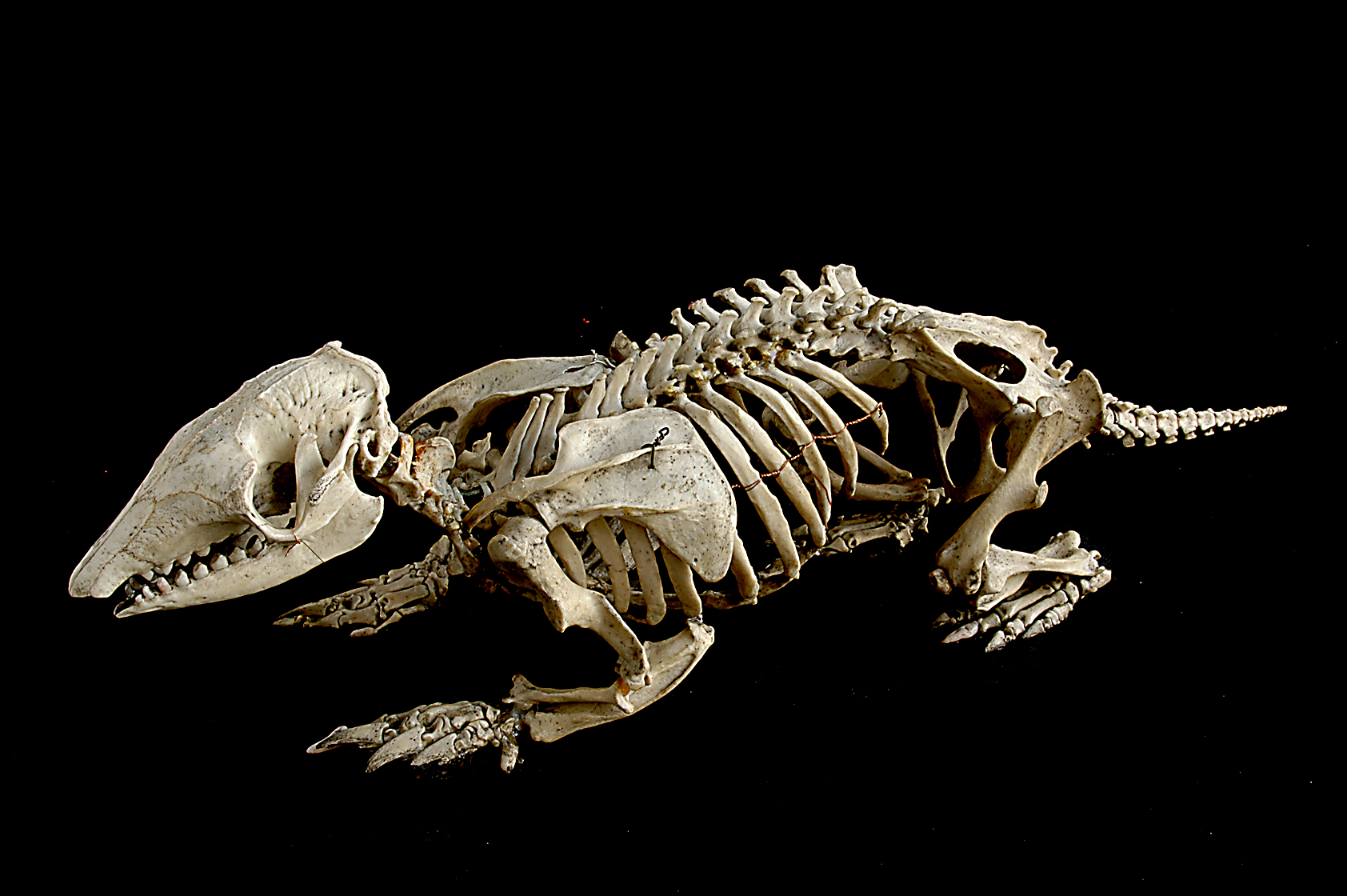
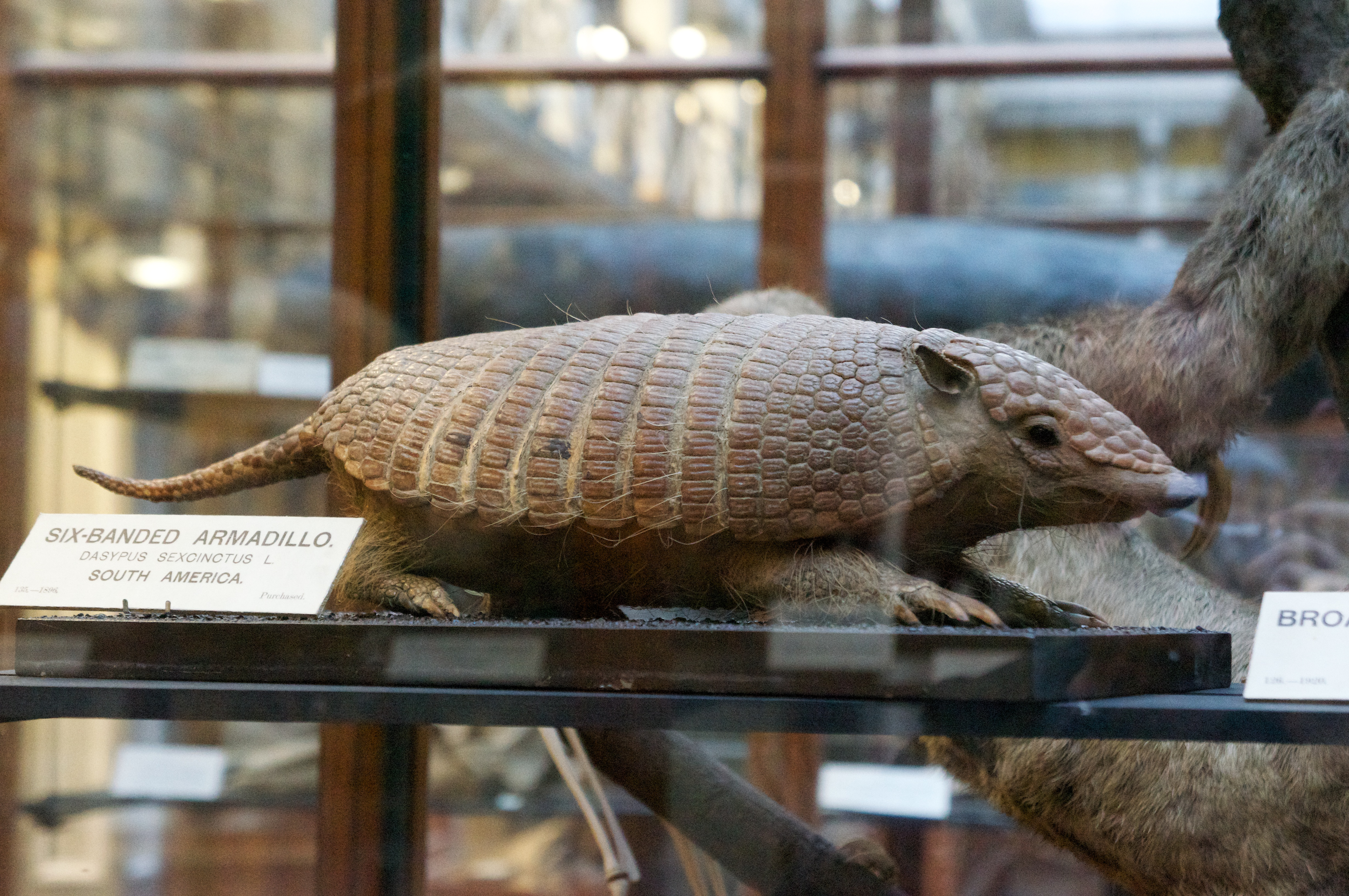

## Phân loài
- E. s. boliviae
- E. s. flavimanus
- E. s. setosus
- E. s. sexcinctus
- E. s. tucumanus